# والتر جراف
والتر جراف هو متزلج جماعي سويسري، ولد في 3 مارس 1937 في زيورخ في سويسرا.

## وصلات خارجية
- والتر جراف على موقع اللجنة الأولمبية الدولية (الإنجليزية)
- والتر جراف على موقع أوليمبيديا (الإنجليزية)